# Валентин Йоахим фон Алвенслебен (1596 – 1649)
Валентин Йоахим фон Алвенслебен (на немски: Valentin Joachim von Alvensleben; * 29 септември 1596 в Изеншнибе/Гарделеген; † 3 декември 1649 в Еркслебен) е благородник от род Алвенслебен в Алтмарк в Саксония-Анхалт, господар на замък Гарделеген/Изеншнибе и Еркслебен в Саксония-Анхалт.
Той е син на Волф Фридрих фон Алвенслебен (1559 – 1623) и съпругата му Анна Мария фон Бредов (1573 – 1614), дъщеря на бранденбургския курфюрст-съветник Йоахим (Ахим) фон Бредов (1539 – 1594) и Анна фон Арним (1546 – 1594). Внук е на Валентин фон Алвенслебен (1529 – 1594) и първата му съпруга Анна София фон Велтхайм (1531/1532 – 1565).

## Фамилия
Валентин Йоахим фон Алвенслебен се жени на 4 юни 1621 г. в Стендал за Анна Мария фон Залдерн (* 31 януари 1603, Платенбург; † 14 август 1636, Еркслебен), дъщеря на Якоб фон Залдерн (1571 – 1602) и Мария фон Клитцинг (1583 – 1630). Те имат два сина:
- Якоб фон Алвенслебен (* 5 септември 1629, Еркслебен; † 3 май 1674), женен на 10 юни 1657 г. в Клайн-Швехтен за Катарина фон Бюлов (* 2 юли 1635, Гартов ; † 20 март 1673); имат две дъщери
- Гебхард Кристоф фон Алвенслебен (* 25 октомври 1631, Еркслебен; † 15 юли 1690), женен на 11 ноември 1657 г. в Бухенау за фрайин София Магдалена фон Бухенау (* 1625, Щутгарт; † 21 септември 1698, Еркслебен); имат син и дъщеря